# Abilene (Kansas)
Abilene es una ciudad ubicada en el condado de Dickinson en el estado estadounidense de Kansas. En el año 2010 tenía una población de 6844 habitantes y una densidad poblacional de 639,63 personas por km².

## Historia
Fue fundado en 1858, ganando importancia cuando se convirtió en la estación de embarque de los ferrocarriles transportadores de ganado bovino llegados desde Texas y embarcaban su ganado hacia éste. Con la prosperidad de los ganaderos, vino una era de criminalidad; Wild Bill fue su alguacil en 1871. 
Luego sus funciones las cumplió otra localidad del mismo nombre: Abilene (Texas) 
El presidente Dwight D. Eisenhower pasó su niñez allí y fue sepultado en el Centro Eisenhower, el cual contiene su casa y biblioteca familiar.

## En el cine
La película Río Rojo (1948), trata de la primera vez que se lleva ganado vacuno desde Texas hasta Abilene, donde estaba recién construido el ferrocarril.

## Demografía
Según la Oficina del Censo en 2000 los ingresos medios por hogar en la localidad eran de $33,778 y los ingresos medios por familia eran $46,052. Los hombres tenían unos ingresos medios de $31,971  frente a los $17,361 para las mujeres. La renta per cápita para la localidad era de $17,356. Alrededor del 7.3% de la población estaban por debajo del umbral de pobreza.